# Salas e Pratvièlh
Sales e Pratvièlh (francès Salles-et-Pratviel) és un municipi francès situat al departament de l'Alta Garona i a la regió d'Occitània.